# 斉藤英一朗
斉藤 英一朗（さいとう えいいちろう、1952年7月16日 -）は、日本のSF作家、ライトノベル作家。東京都出身。

## 経歴・人物
本名は漢字表記も含めて同じ。東京都立本所高等学校卒。東海大学中退。その後は実家の食品会社を継ぐために東京経理学校に通ったものの、斉藤はその後、弟に家業を譲って作家の道を進むことになった。経理学校での勉強は、妻との共同経営で設立した編集エージェンシー「スタジオ・とき」に生かされることになる。
東海大学の学生であった頃よりSF同人誌『宇宙塵』に参加し、作品を発表していた。1981年、『宇宙塵』に掲載された50枚の短編小説「太陽ダイヴィング」が、当時朝日ソノラマの編集者であった石井進の目に留まり、長編の執筆を薦められ、翌1982年の11月に同社より処女長篇『亜空間潜艦を撃て』を出版し、それが作家デビューとなった。以後、アニメ化もされた『ハイスピード・ジェシー』シリーズなど、エンターテイメント性豊かなアニメ的SFの作家として活躍。しかし2000年代以降、新作の刊行は途絶えている。
彼は熱心なSFファンであった。また、「永井豪ファンクラブ」の会員でもあり、永井の「不知火プロダクション」で雑誌編集のアルバイトを行うなど、永井との交流もあったという。
日本SF作家クラブ会員であり、1999年から2001年には同クラブの第14代事務局長を務めた。だが、2023年4月現在は、会員名簿に名前がない。

## 書籍リスト

### ソノラマ文庫
- 亜空間潜艦を撃て ―パヴァリア戦史〈1〉（1982年11月）
- 怒れる深海底（1983年1月）
- 白い流刑星 ―パヴァリア戦史〈2〉（1983年9月）
- 亜空間に突入せよ ―パヴァリア戦史〈3〉（1984年6月）
- メビウスの罠 ―ハイスピード・ジェシー（1984年10月）
- 幽霊空間の謎を暴け ―ハイスピード・ジェシー〈2〉（1985年2月）
- 宇宙船パオロンを消せ ―ハイスピード・ジェシー〈3〉（1985年7月）
- ビスマーク基地を探せ ―ハイスピード・ジェシー〈4〉（1986年3月）
- ジェシー暗殺指令 ―ハイスピード・ジェシー〈5〉（1986年10月）
- 天界に幸多からんことを ―ハイスピード・ジェシー・スペシャル〈1〉（1987年1月）
- 超常空間の戦場 ―ハイスピード・ジェシー〈6〉（1987年9月）
- 驚異!生体宇宙船 ―ハイスピード・ジェシー・スペシャル〈2〉（1989年7月）
- 深海伝説〈臥竜篇）（1989年8月）
- 熱き男ダコタ（1993年8月）
- 怒りの男ダコタ（1994年1月）
- 苦悩の男ダコタ（1994年4月）
- 猛き男ダコタ（1994年9月）
- マルスの頭脳（1995年2月）
- マルスの反乱（1995年10月）
- 銀河の逃亡者（1997年11月）

### 角川文庫
- 快盗戦士T･T （1986年3月）
- 盗賊!T･Tを追え（1986年5月）
- T･T過去からの殺し屋（1986年8月）
- T・T大脱獄（1987年8月）
- 幽霊館の盗賊（1990年4月）
- 氷結宇宙船強奪!（1991年1月）
- 脱出のテン・カウント（1991年4月）

### 角川ノベルス
- 宇宙賊の野望をたたけ! ―ハートランド星史（1988年2月）
- 宇宙賊ガルダへの挑戦 ―ハートランド星史〈2〉（1989年4月）
- 荒廃惑星の悪党たち ―ハートランド星史〈3〉（1990年3月）
- 魅惑の暗殺者 ―ハートランド星史〈4〉（1991年6月）
- 神と悪夢の戦場 ―ハートランド星史〈5〉（1991年8月）

### トクマ・ノベルス
- 雷獣伝説〈1〉闇の咆哮（1988年6月）
- 雷獣伝説〈雪雷篇〉（1991年3月）

### 集英社スーパーファンタジー文庫
- 一億光年の魔界〈地底編〉（1991年12月）
- 一億光年の魔界〈UFO編〉（1992年6月）

### 角川スニーカー文庫
- 大爆発 ―深宇宙のジェシー（1992年6月）
- 封印の惑星 ―深宇宙のジェシー〈2〉（1992年9月）
- 戦神 ―深宇宙のジェシー〈3〉（1992年11月）
- 侵略者ケイン（1993年7月）

### ワニ・ノベルス
- 陽炎の空戦隊（1995年5月）
- 蒼穹の雷神 ―浮遊空母交戦録（1996年4月）

## アンソロジーへの寄稿
- 新「宇宙塵」SF傑作選<2>無限のささやき（河出文庫、1987年12月） - 収録短編：「太陽ダイビング」
- ファンタジー王国<3>（カドカワ・ノベルス、1991年4月） - 収録短編：「脱出のテン・カウント」
- 永井豪SAGA -作品評論集-（扶桑社、2003年9月） - 「バイオレンスジャック」についての評論